# فابیان هورزلر
فابیان هورزلر (آلمانی: Fabian Hürzeler؛ زادهٔ ۲۶ فوریهٔ ۱۹۹۳) بازیکن بازنشسته و سرمربی فوتبال اهل آلمان است که در حال حاضر هدایت باشگاه برایتون در لیگ برتر انگلستان را برعهده دارد.

## مربیگری
هورزلر دوران بازیگری موفقی نداشت سپس تصمیم گرفت که فوتبال را خیلی زود رها کرده و به مربی گری روی بیاورد او ابتدای کار خود را با سرمربی گری در تیم های سطوح پایین لیگ آلمان آغاز کرد و سپس به عنوان دستیار در بوندسلیگای ۲ در تیم فوتبال سن پائولی مشغول به کار شد پس از دو سال دستیاری در سن پائولی سرانجام با اعتماد سران باشگاه هورزلر در سال ۲۰۲۲ به عنوان سرمربی این تیم معرفی شد و موفق شد در فصل دوم حضورش در قامت سرمربی این تیم را به قهرمانی بوندسلیگای ۲ رسانده و این عملکرد توجه سران باشگاه برایتون را جلب کرد تا در سال ۲۰۲۴ پس از جدایی روبرتو دی زربی هورزلر هدایت برایتون را برعهده گرفته و به جوانترین سرمربی حال حاضر لیگ برتر انگلستان تبدیل شود

## زندگی شخصی
هورزلر در هیوستون تگزاس از پدری سوئیسی و مادری آلمانی که در ایالات متحده شاغل بودند زاده شد.